# Wereldbekerkwalificatietoernooi schaatsen Nederland
Een wereldbekerkwalificatietoernooi schaatsen wordt in Nederland gereden aan het begin van het schaatsseizoen (eind oktober of begin november) in de jaren dat de Nederlandse kampioenschappen afstanden later in het seizoen plaatsvinden. Dit toernooi is dan de nationale selectiewedstrijd voor de Nederlandse afvaardiging in het wereldbekerschaatsen.
De wedstrijd is onder verschillende namen bekend geweest, waaronder de Selectiewedstrijd Essent ISU World Cup op 31 oktober 2005. Tussen 2006 en 2014 werd er middels het Nederlandse kampioenschappen schaatsen afstanden (NK Afstanden} geselecteerd. Op 30 oktober 2015 werd de KNSB Cup (niet te verwarren met de KPN Marathon Cup) georganiseerd, ook wel World Cup Kwalificatie Toernooi genoemd. Vanwege de populariteit van het schaatsen in Nederland en het door de breedte van de Nederlandse schaatstop ervaren belang wordt de wedstrijd vaak grotendeels live op televisie uitgezonden.

## KNSB Cup
In de twee jaren dat het toernooi KNSB Cup heette was er ook een jaarlijkse wisselbeker (zoals de Oslo Skoiteclub) die door een jury bestaande uit statistici Marnix Koolhaas en Nol Terwindt en twee oud-topschaatsers Renate Groenewold en Carl Verheijen werd bepaald. De eerste KNSB Cup werd verreden tussen 30 oktober en 1 november 2015 op de IJsbaan Twente in Enschede. Daar er geen tribunes waren en alleen staanplaatsen was er plaats in de ijshal voor "slechts" 3000 toeschouwers inclusief pers, genodigden, jury en atleten. Voor de atleten was er dan speciaal een externe warming-up ruimte in het stadion van FC Twente. Vanwege de palen op het middenterrein heeft de NOS geen (live)-registratie kunnen maken van de verreden wedstrijden. Jorien ter Mors won op aangeven van de vakjury de KNSB Cup voor Ronald Mulder en Gerben Jorritsma.
De tweede editie van het sportevenement vond plaats tussen 28 en 30 oktober 2016 in Groningen en opende het schaatseizoen 2016/2017. De cup werd gewonnen door Patrick Roest voor zijn 1500 meter na beoordeling van de statistici en oud-schaatsers Margot Boer en Stefan Groothuis. Andere genomineerden waren Sven Kramer voor zijn prestatie op de 5 kilometer en Kai Verbij voor zijn prestatie op de 1000 meter.

## Edities
| Seizoen | Datum                        | Baan                     | Naam                                                |
| --- | ---------------------------- | ------------------------ | --------------------------------------------------- |
| 2005/2006                                                                                                   | 31 oktober – 2 november 2005 | Thialf, Heerenveen       | Selectiewedstrijd Essent ISU World Cup              |
| In de seizoenen 2006/2007 t/m 2014/2015 telde het NK afstanden voor mannen en vrouwen als selectiewedstrijd |                              |                          |                                                     |
| 2015/2016                                                                                                   | 30 oktober – 1 november 2015 | IJsbaan Twente, Enschede | KNSB Cup 2015/2016                                  |
| 2016/2017                                                                                                   | 28 – 30 oktober 2016         | Kardinge, Groningen      | KNSB Cup 2016/2017                                  |
| In het seizoen 2017/2018 telde het NK afstanden als selectiewedstrijd                                       |                              |                          |                                                     |
| 2018/2019                                                                                                   | 2–4 november 2018            | Thialf, Heerenveen       | Wereldbekerkwalificatietoernooi schaatsen 2018/2019 |
| 2019/2020                                                                                                   | 1–3 november 2019            | Thialf, Heerenveen       | Wereldbekerkwalificatietoernooi schaatsen 2019/2020 |
| 2020/2021                                                                                                   | 26–28 december 2020          | Thialf, Heerenveen       | WK Kwalificatietoernooi 2020/2021                   |
| In het seizoen 2021/2022 telde het NK afstanden als selectiewedstrijd                                       |                              |                          |                                                     |
| 2022/2023                                                                                                   | 28–30 oktober 2022           | Thialf, Heerenveen       | Wereldbekerkwalificatietoernooi schaatsen 2022/2023 |
| 2023/2024                                                                                                   | 27–29 oktober 2023           | Thialf, Heerenveen       | Wereldbekerkwalificatietoernooi schaatsen 2023/2024 |
| 2024/2025                                                                                                   | 8–10 november 2024           | Thialf, Heerenveen       | Wereldbekerkwalificatietoernooi schaatsen 2024/2025 |

2005/2006 · 
2006/2007–2014/2015 · 
2015/2016 · 
2016/2017 · 
2017/2018 · 
2018/2019 · 
2019/2020 · 
2020/2021 · 
2021/2022 · 
2022/2023 · 
2023/2024 · 
2024/2025